# Asmithwoodwardia
Asmithwoodwardia è un genere estinto di mammiferi, appartenente ai litopterni. Visse tra il Paleocene superiore e l'Eocene medio (circa 58 - 47 milioni di anni fa) e i suoi resti fossili sono stati ritrovati in Sudamerica.

## Descrizione
Conosciuto quasi solo per materiale cranico e per la dentatura, questo animale enigmatico potrebbe essere stato di dimensioni paragonabili a quelle di una grossa lepre. Il cranio era abbastanza allungato, con orbite che si aprivano a circa metà del cranio, e la dentatura richiamava quella del "condilartro" nordamericano Hyopsodus. Un astragalo associato a materiale cranico di Asmithwoodwardia, tuttavia, mostra affinità con i litopterni arcaici.

## Classificazione
Il genere Asmithwoodwardia venne descritto per la prima volta nel 1901 da Florentino Ameghino, sulla base di resti fossili ritrovati in Patagonia in terreni dell'Eocene inferiore; la specie tipo, Asmithwoodwardia subtrigona, è basata su quattro molari. Resti più completi, con molari simili ma non identici, sono stati rinvenuti nella zona di Itaborai in Brasile e risalgono a qualche milione di anni prima (Paleocene superiore): per questi resti è stata istituita la specie A. scotti. 
Asmithwoodwardia è stato attribuito alla famiglia di condilartri nordamericani Hyopsodontidae, e in particolare è stato avvicinato al genere Hyopsodus. Tuttavia, scoperte più recenti di arcaici ungulati sudamericani e l'attribuzione di un astragalo dalla forma particolare ad Asmithwoodwardia hanno indicato che questo animale potrebbe essere un membro arcaico dei litopterni, un gruppo di ungulati sudamericani che si diffusero nel corso del Cenozoico e andarono a occupare svariate nicchie ecologiche. In particolare, Asmithwoodwardia potrebbe essere un membro della famiglia (forse parafiletica) dei Protolipternidae, comprendente i litopterni più arcaici.